# Jan Südmersen
Jan Südmersen (geboren am 2. Mai 1969) ist ein deutscher Sachbuchautor und Brandamtmann bei der Berufsfeuerwehr Osnabrück. Seine Fachbücher beschäftigen sich hauptsächlich mit feuerwehrtechnischen Themen wie der Brandbekämpfung, Technischen Hilfeleistung oder dem Umgang mit Tieren im Feuerwehreinsatz.

## Leben
Jan Südmersen wurde in der Nähe von Osnabrück geboren. Durch seinen Großvater, der ihn mit zur Feuerwache des Ortes nahm, wurde er zur Feuerwehr gebracht. Zuerst in der Jugendfeuerwehr, trat er später zur Freiwilligen Feuerwehr seines Heimatortes über. Nach dem Abitur absolvierte er an der Universität Wuppertal den Studiengang Sicherheitstechnik. Zum Studium gehörte auch die Absolvierung diverser Einsatzpraktika bei Berufsfeuerwehren, z. B. in Hamburg, Minden, Miami und New York City.
Nach dem Studium, das er mit dem Titel Diplomingenieur abgeschlossen hatte, begann er seine Berufsfeuerwehrkarriere als Brandinspektoranwärter bei der Berufsfeuerwehr Osnabrück. Seit 1999 leitet er dort die Sachgebiete Ausbildung, Einsatzkonzeption, Rettungsdienst und Pressesprecher. Zudem zeichnet er sich mitverantwortlich für die Öffentlichkeitsarbeit der Berufsfeuerwehr Osnabrück. Südmersen ist auch außerhalb Osnabrücks zur Vegetationsbrandbekämpfung z. B. in der Sächsischen Schweiz, Südfrankreich, Portugal und Brandenburg tätig.
Nebenberuflich engagiert sich Südmersen stark für die Ausbildung der Freiwilligen und Berufsfeuerwehren in Deutschland. So ist er unter anderem Mitbegründer und Vorsitzender von @fire, einem international tätigen Katastrophenschutzverein, Mitinitiator der Vereinigung zur Förderung des deutschen Unfallrettungswesens e.V. sowie Referent und Ausbilder bei atemschutzunfaelle.eu und feuerwehrhandwerk.de.

## Werke

### Buchreihe "Standard-Einsatz-Regeln"
- Technische Hilfeleistung bei Verkehrsunfällen. ecomed Sicherheit, 2012, ISBN 978-3-609-68305-8.
- Wald- und Flächenbrandbekämpfung. ecomed Sicherheit, 2013, ISBN 978-3-609-68803-9.
- Brandbekämpfung im Innenangriff. ecomed Sicherheit, 2014, ISBN 978-3-609-69718-5.

### Buchreihe "Einsatzpraxis"
- Technische Hilfeleistung bei LKW-Unfällen. ecomed Sicherheit, 2003, ISBN 3-609-68661-8.
- Technische Hilfeleistung bei PKW-Unfällen. ecomed Sicherheit, 2008, ISBN 978-3-609-77492-3.
- Atemschutz–Notfallmanagement. ecomed Sicherheit, 2010, ISBN 978-3-609-77484-8.
- Atemschutz. ecomed Sicherheit, 2011, ISBN 978-3-609-68655-4.
- Taktische Ventilation. ecomed Sicherheit, 2012, ISBN 978-3-609-68426-0.
- Brandbekämpfung im Innenangriff. ecomed Sicherheit, 2013, ISBN 978-3-609-77499-2.
- Vegetationsbrandbekämpfung. ecomed Sicherheit, 2015, ISBN 978-3-609-69717-8.